# Grote baardvogel
De grote baardvogel ( Psilopogon virens synoniem: Megalaima virens) is een Aziatische soort baardvogel die voorkomt van het Himalayagebied en Zuid-China tot in Indochina.

## Kenmerken
De grote baardvogel is een van de grootste baardvogels. Hij wordt 32 cm lang en weegt 200-300 gram. Het is een standvogel in gematigde of tropische bossen waar ze de boomtoppen naar voedsel afzoeken (soms in groepsverband). Hij is vrij plomp van bouw en heeft een forse, lichtgekleurde snavel met veel borstels aan de voet. Zijn buik is bedekt met groene of blauwe spikkels op een lichte achtergrond. Aan de onderkant van de staart is er een opvallende, oranjerode vlek. De kop en borst is zwart of donkergekleurd maar de vleugels zijn blauw. Hun roep is een luide, muzikaal maar monotone Pie-woe dat minutenlang wordt herhaald. Mannetjes en vrouwtjes zingen in een duet (zoals de andere 'Psilopogon-baardvogels).

## Leefwijze
De nesten worden gebouwd in uitgeholde bomen. Jonge dieren worden door beide ouders gevoed.

## Verspreiding en leefgebied
De grote baardvogel komt voor in het noordwest India (Kasjmirvallei) tot in Zuidoost-China en Myanmar, Noordwest-Thailand, Laos en Noord-Vietnam. Het is een vogel van verschillende typen montaan bos op een hoogte tussen de 900 en 2100 m boven de zeespiegel.
De soort telt zes ondersoorten:
- P. v. marshallorum: van noordoostelijk Pakistan tot westelijk Nepal.
- P. v. magnificus: van oostelijk Nepal tot noordwestelijk Myanmar en het zuidelijke deel van Centraal-China.
- P. v. mayri: noordoostelijk Assam.
- P. v. clamator: noordoostelijk Myanmar en het zuidelijke deel van Centraal-China.
- P. v. virens: centraal en oostelijk Myanmar, noordelijk Thailand, noordelijk Laos en zuidoostelijk China.
- P. v. indochinensis: noordelijk Vietnam.

## Status
De grote baardvogel heeft een groot verspreidingsgebied en daardoor alleen al is de kans op uitsterven uiterst gering. De grootte van de populatie is niet gekwantificeerd. De soort blijft stabiel in aantal. Om deze redenen staat deze baardvogel als niet bedreigd op de Rode Lijst van de IUCN.